# 東方勤労者共産大学
東方勤労者共産大学（とうほうきんろうしゃきょうさんだいがく、ロシア語: Коммунистический университет трудящихся Востока）、略称クートヴェ (КУТВ) は、コミンテルンが植民地および発展途上国の共産主義者と共産党幹部の養成のために開設した学校。1921年4月21日にモスクワに設立され、同年10月21日に公式に開校された。校舎はストラスナヤ広場 (現プーシキン広場) の一角に存在した。付近には、プラウダおよびイズベスチヤの発行所が存在した。
本校の上級学校に最高幹部養成を目的とした国際レーニン学校がある。

## 概要
主にアジア地域から留学生を集め、西方勤労者共産大学(en)（欧米からの留学生を受け入れた）と同じ機能を担った。初代学長はグリゴリー・ブロイド。1928年からヨシフ・スターリンが最高名誉学長を勤めた。学校のカリキュラムは理論の他に、党組織・プロパガンダ・規約・革命戦術・労働組合の組織といった実践的な内容も含まれていた。
モスクワの本校のほか、バクー・イルクーツク・タシケントに分校があった。また、機関誌として『東洋の革命』Революционный Востокを刊行した。
東方勤労者共産大学は1938年に閉鎖され、ソ連の各共和国内に機能を縮小した上で移管された。
なお、ソ連政府がアジア研究のために創設したモスクワ東洋学院は本校とは別の学校であるが、存続時期が重なることや、「東方学院」「東洋大学」といった邦訳がなされることから、混同される場合がある。

## 著名な留学者
- 劉少奇 - 中華人民共和国国家主席
- 鄧小平 - 中華人民共和国副首相
- 賀子珍 - 毛沢東の元妻。
- ホー・チ・ミン - ベトナム民主共和国国家主席
- タン・マラカ - インドネシアの革命家
- アフメトジャン・カスィミ - ウイグル人の革命家、新疆省連合政府及び東トルキスタン共和国（第2次）の政治家

## 日本からの留学者
開学当時に3名が留学したのを皮切りに、左翼運動の関係者が相次いで留学した。日本共産党から派遣された者、海外から入国した者（欧米の共産党員資格を持つ者もいた）など入国経緯は様々であった。ソ連に滞在する日本の関係者が増えると、非入学者も含めてソ連国内で日本人ネットワークを構成した（下記外部リンクを参照）。代表的な在籍者としては風間丈吉、山本正美、野坂参三の妻である野坂龍、春日庄次郎、袴田里見、国崎定洞らがいる。特高警察が日本共産党に送り込んだ「スパイM」として知られた松村昇こと飯塚盈延も卒業生であった。早い時期に留学を終えて日本に帰国した卒業者は日本で運動の指導に当たった。当時の日本共産党においては「クートヴェ帰り」はそれだけで尊敬される風潮があったという。
1924年秋、クチューモフが主任となって、日本部が設立される。
しかし、1930年代に入るとソ連は大粛清の時代を迎え、日本人もその影響を受けることとなった。ソ連国内にとどまっていた卒業者の多くは逮捕され、粛清の犠牲となった者も少なくない。一方、日本で運動に携わっていた卒業者は多くが特高警察に検挙・弾圧され、転向する者も相次いだ。在籍者のうち、戦後、日本共産党の要職に就くことができたのは、粛清期以前に卒業・帰国して非転向を貫いた袴田里見・春日庄次郎ら少数である。